# Alexander Künzler
Pour les articles homonymes, voir Künzler.
Alexander Künzler est un boxeur allemand né à Pforzheim dans le Bade-Wurtembergle 11 juillet 1962. 

## Carrière
Il participe au jeux olympiques d'été de 1984 de Los Angeles et aux jeux olympiques d'été de 1988 de Séoul lors desquelles il représente l'Allemagne de l'Ouest. Il termine 17e puis 5e dans la catégorie des poids welters.